# Aston Martin DBR
Aston Martin DBR är en sportvagn, tillverkad av den brittiska biltillverkaren Aston Martin mellan 1956 och 1959.

## Bakgrund
Till 1956 genomförde FIA regeländringar som skiljde sportvagnarna än mer från produktionsvagnarna. Aston Martin började därför utveckla en efterträdare till DB3:an.
Astons ägare David Brown hade bara ett mål med bilen: att vinna Le Mans 24-timmars. DB3:an hade producerats och sålts även till privatförare, men med den nya bilen satsades alla resurser på fabriksstallet.

## DBR1
Motorn var fortfarande samma W O Bentley-konstruktion som satt i företrädaren, men bilen fick ett helt nytt chassi. Förutom att det var starkare än tidigare, var det även lättare.
Till 1957 satsade Aston Martin på den större DBR2, men sedan FIA infört en begränsning av motorstorleken i sportvagns-VM till tre liter, blev DBR1:an åter fabrikens huvudmodell.

## DBR2
För att kunna konkurrera med de större Jaguar-, Ferrari- och Maserati-modellerna, utvecklade Aston Martin DBR2-modellen. Bilen blev en större version av DBR1:an.
Bilen fick en ny motor, konstruerad av Tadek Marek, samma motor som introducerades i DB4:an ett år senare. Chassit var också större, men byggt efter samma principer som DBR1:an.
Aston Martin använde DBR2:an i sportvagnsmästerskapet under 1957. Till säsongen 1958 ändrade FIA reglerna och bilen uteslöts ur VM. Aston fortsatte då att tävla med bilen i lopp utanför VM-serien.

## DBR3
DBR3 är i princip en DBR1 med en kortslagig version av Tadek Mareks motor, för att klara FIA:s trelitersgräns. Bilen hade dessutom en ny framvagn, hämtad från formel 1-bilen DBR4. Aston byggde ett exemplar, som tävlade på Silverstone 1958. Provet föll inte väl ut och bilen byggdes om till DBR1-specifikation.

## Tekniska data
| Tekniska data           | DBR1                                                    | DBR2                                                    | DBR3                                                    |
| ----------------------- | ------------------------------------------------------- | ------------------------------------------------------- | ------------------------------------------------------- |
| Motor:                  | Frontmonterad 6-cylindrig radmotor                      | Frontmonterad 6-cylindrig radmotor                      | Frontmonterad 6-cylindrig radmotor                      |
| Cylindervolym:          | 2992 cm³                                                | 3910 cm³                                                | 2990 cm³                                                |
| Borrning x slaglängd:   | 84 x 90 mm                                              | 95 x 92 mm                                              |                                                         |
| Max effekt vid varvtal: | 254 hk vid 6 000 v/min                                  | 300 hk vid 5 700 v/min                                  |                                                         |
| Ventilstyrning:         | 2 överliggande kamaxlar, 2 ventiler per cylinder        | 2 överliggande kamaxlar, 2 ventiler per cylinder        | 2 överliggande kamaxlar, 2 ventiler per cylinder        |
| Kompression:            | 9,3:1                                                   | 9,2:1                                                   |                                                         |
| Förgasare:              | 3 Weber 45DCO                                           | 3 Weber 50DCO                                           | 3 Weber 50DCO                                           |
| Växellåda:              | 5-växlad manuell, transaxel                             | 5-växlad manuell, transaxel                             | 5-växlad manuell, transaxel                             |
| Hjulupphängning fram:   | Dubbla längslänkar, längsgående torsionsstavar          | Dubbla längslänkar, längsgående torsionsstavar          | Dubbla tvärlänkar, skruvfjädrar                         |
| Hjulupphängning bak:    | De Dion-axel med längslänkar, tvärgående torsionsstavar | De Dion-axel med längslänkar, tvärgående torsionsstavar | De Dion-axel med längslänkar, tvärgående torsionsstavar |
| Bromsar:                | Hydrauliska skivbromsar                                 | Hydrauliska skivbromsar                                 | Hydrauliska skivbromsar                                 |
| Chassi & kaross:        | Fackverksram med aluminiumkaross                        | Fackverksram med aluminiumkaross                        | Fackverksram med aluminiumkaross                        |
| Hjulbas:                | 228 cm                                                  | 236 cm                                                  | 228 cm                                                  |
| Torrvikt:               | 800 kg                                                  |                                                         |                                                         |

## Tävlingsresultat

### Sportvagns-VM 1956
DBR1:an gjorde bara en tävling i sportvagns-VM 1956, i Le Mans 24-timmars, men bilen kom inte i mål.

### Sportvagns-VM 1957
1957 tog modellen sin första VM-seger, när Tony Brooks och Noël Cunningham-Reid vann Nürburgring 1000 km. Aston Martin slutade på fjärde plats i VM.

### Sportvagns-VM 1958
1958 begränsade FIA motorstorleken i sportvagns-VM till tre liter. Detta gynnade DBR1-modellen och säsongen blev Aston Martins dittills bästa. Aston vann återigen Nürburgring 1000 km, genom Stirling Moss och Jack Brabham. Säsongen avslutades med en seger i RAC Tourist Trophy genom Moss och Tony Brooks och Aston Martin blev tvåa i VM, efter Ferrari.

### Sportvagns-VM 1959
1959 ville David Brown satsa alla resurser i Le Mans 24-timmars. Som tur var övertalades han att köra hela säsongen. Stirling Moss och Jack Fairman tog den tredje raka segern i Nürburgring 1000 km. Paret Moss och Fairman vann tillsammans med Carroll Shelby även RAC Tourist Trophy.
Viktigast var ändå dubbelsegern i Le Mans. Shelby och Roy Salvadori vann, med Maurice Trintignant och Paul Frère på andra plats.
Vid säsongens slut stod Aston Martin som världsmästare. Samtidigt drog man sig ur sportvagnsmästerskapet för att satsa på formel 1, med DBR4:n. För den som ville fortsätta köra Aston Martin i sportvagnsserien, erbjöd man privatförare som tävlade i GT-klassen att köpa DB4 GT.